# Ilovlinskij rajon
L'Ilovlinskij rajon (in russo Иловлинский район?) è un rajon dell'oblast' di Volgograd, in Russia, il cui capoluogo è Ilovlja. Istituito nel 1928, ricopre una superficie di 4.155 chilometri quadrati e nel 2021 ospitava una popolazione di circa 32.000 abitanti.

## Villaggi
- Log